# Kid Cudi
Scott Ramon Seguro Mescudi (30. siječnja 1984.) poznatiji kao Kid Cudi (izgovor /ˌkɪd ˈkʌdi/), ponekad stilizirano kao KiD CuDi, američki je reper, pjevač i glumac. Prvi je put privukao pažnju svojim debitantskim miksanim albumom A Kid Named Cudi. Godine 2009., njegov je singl "Day 'n' Nite" dospio u prvih pet pjesama na Billboard Hot 100 i Hot R&B/Hip-Hop Songs glazbenim ljestvicama. "Day 'n' Nite" je dio Cudijevog debitantskog albuma Man on the Moon: The End of Day.

## Djetinjstvo
Kid Cudi je rođen u Clevelandu, Ohio. Njegov otac je bio soboslikar i ratno-zrakoplovni veteran Drugog svjetskog rata. Majka mu je bila učiteljica u OŠ Roxboro u Cleveland Heights, Ohio. Kad je Mescudiju bilo jedanaest godina, otac mu je umro od raka.

## Glazbena karijera
Mescudi je počeo repati u srednjoj školi, inspiriran hip hop grupama The Pharcyde i A Tribe Called Quest. Na sveučilištu Toledo studirao je film. Poslije toga se preselio u Brooklyn, New York City da započne svoju glazbenu karijeru. U srpnju 2008. Kid Cudi je objavio svoj prvi mix album, A Kid Named Cudi. Album je brzo uočio Kanye West s kojim je Kid Cudi potpisao za diskografsku kuću GOOD Music. Kid Cudi sudjelovao je na Kanye Westovom albumu, 808s & Heartbreak, gostujući u pjesmi "Welcome to Heartbreak". Njegova prva televizijska izvedba bila je na MTV-ijevim glazbenim nagradama. 17. veljače gostovao je u Snoop Doggovom televizijskom šou Dogg After Dark.

## Diskografija

### Studijski albumi
- Man on the Moon: The End of Day (2009.)
- Man on the Moon II: The Legend of Mr. Rager (2010.)

### Službeni miksani albumi
- A Kid Named Cudi (2008.)

## Vanjske poveznice
- Službena stranica
- Kid Cudi na MySpaceu
- Kid Cudi na Internet Movie Databaseu
- Kid Cudi na Facebooku